# Porto Viro
Porto Viro – miejscowość i gmina we Włoszech, w regionie Wenecja Euganejska, w prowincji Rovigo.
Według danych na rok 2004 gminę zamieszkiwało 14 396 osób, 108,2 os./km².

## Miasta partnerskie
- Mangalia